# Малышка (фильм, 2009)
«Малышка» (нем. Die Kleine, итал. La pivellina) — итало-австрийский художественный драматический фильм 2009 года, снятый режиссёрами Тиззой Кови и Райнер Фриммелем. Частично основан на их же документальной ленте 2005 года «Бабуска».

## Сюжет
Брошенную в парке двухлетнюю девочку Асю находит Патти, стареющая циркачка, живущая со своим мужем Вальтером в трейлерном парке в Сан-Базилио на окраине Рима. С помощью Тайро, подростка, который живёт со своей бабушкой по соседству, Патти предоставляет девочке новый дом на неопределённый период времени. Однако Вальтер обеспокоен тем, что их могут обвинить в похищении ребёнка, и планирует сообщить о наличии Аси в полицию.
Патти получает письмо от будто бы матери Аси, в котором она сообщает, что заберёт девочку через два дня. У них происходит прощальная вечеринка, но мать снова не появляется.

## В ролях
- Патриция Джерарди — Пaтти
- Вальтер Саабель — Вальтер
- Ася Криппа — Ася
- Тайро Кароли — Тайро
- Клаудио Карбонари — кузен

## Критика и восприятие
«Малышка» была показана более чем на 130 международных кинофестивалях (включая Берлинале, Торонто, Карловы Вары, Нью-Йорк, Сан-Франциско и Палм-Спрингс) и получила более 35 наград. Лауреат Приза ассоциации европейских кинотеатров Каннского МКФ.
Фильм был выбран в качестве австрийского претендента в номинации «Лучший фильм на иностранном языке» на 83-й церемонии вручения премии «Оскар», но не прошёл отбор.
Обозреватель «Афиши» Алексей Васильев отмечал: «Снятая под любительское кино на 16-миллиметровую плёнку история суррогатной семьи, душевных пикников и старомодных представлений в промозглой, но согретой вином из пластиковых стаканов римской осени, соединила подлинный дух итальянского неореализма с образами современной бродяжки-Европы. И Патти — это, конечно, Мама Рома наших дней». По мнению Джанет Катсуолис (New York Times), лучшим украшением фильма стало участие юной актрисы Аси Криппы.